# یک روز (فیلم ۲۰۱۱)
یک روز (به انگلیسی: One Day) نام فیلمی درام و رمانتیک است که منظور از یک روز ۱۵ ژوئیه است که از ۱۵ ژوئیه ۱۹۸۸ شروع می‌شود و به ۱۵ ژوئیه ۲۰۱۱ ختم می‌شود.

## خلاصه داستان
پانزدهم ژوئیه ۱۹۸۸ چند دانشجو بعد از فارغ‌التحصیلی به لندن برگشته‌اند و بعد از خداحافظی از همدیگر دو نفر از دانشجوها
("اما" و "دکس" ) با همدیگر به خانهٔ "اما" می‌روند.
پانزدهم ژوئیه ۱۹۸۹ "اما" به یک خانهٔ جدید می‌رود. و نویسندگی را شروع می‌کند. و "دکس" برای تدریس به هند می‌رود.
پانزدهم ژوئیه ۱۹۹۰ "اما" در یک رستوران به عنوان گارسون فعال می‌شود. و باهمکار جدیدش "ایان" آشنا می‌شود. و ...
پانزدهم ژوئیه ۱۹۹۱ "دکس" برای دیدن "اما" به رستورانی که "اما" در آن کار می‌کند می‌رود تا او را ببیند. و به اما پیشنهاد مسافرت می‌دهد.
پانزدهم ژوئیه ۱۹۹۲ "دکس" و "اما" به یک مسافرت دوستانه می‌روند و ...
پانزدهم ژوئیه ۱۹۹۳ "دکس" مجری یک برنامه تلویزیونی سکسی می‌شود و به شهرت فراوان می‌رسد. ولی از "اما " دور می‌شود.
پانزدهم ژوئیه ۱۹۹۴ "دکس" به دیدار مادرش که مبتلا به بیماری سرطان شده می‌رود. و چندتا از برنامه‌های ضبط شدهٔ خود را به مادرش نشان می‌دهد. ولی پدرش او را از خانه بیرون می‌اندازد. و اما هم برای زندگی به خانهٔ "ایان" می‌رود.
پانزدهم ژوئیه ۱۹۹۵ مادر "دکس" می‌میرد و پدرش به استودیو می‌آید و دوست دختر "دکس " را می‌بیند. و "اما" معلم می‌شود. و دکس در افسردگی و غم فرو میرود.
پانزدهم ژوئیه ۱۹۹۶ "اما" با "ایان" نامزد می‌شوند . و"دکس" "اما" را به رستورانی با کلاس دعوت می‌کند. و با با دکس به مشکل می خورد
پانزدهم ژوئیه ۱۹۹۷ هیچ اتفاقی نمی‌افتد.
پانزدهم ژوئیه ۱۹۹۸ "دکس" شهرتش را از دست می‌دهد و مجری یک برنامه معرفی بازی‌های کامپیوتری می‌شود و از کار تلویزیون کناره‌گیری می‌کند.
پانزدهم ژوئیه ۱۹۹۹ "دکس" بخاطر تنهایی اش تصمیم برای ازدواج می‌گیرد و با "سیلوی" نامزد می‌شود. و دلیل ازدواج او بیشتر حامله بودن سیلوی بود.
پانزدهم ژوئیه ۲۰۰۰ "دکس" و همسرش به عروسی یکی از همکلاسی‌های دانشگاهی اش می‌رود. و در آنجا "اما" را می‌بیند . و صحبت با او را آغاز می‌کند و خبر عروسی اش را به اما می‌دهد.
پانزدهم ژوئیه ۲۰۰۱ "دکس" با دوستش یک شرکت بسته‌بندی سبزیجات تأسیس می‌کنند. "سیلوی" بچه دار می‌شود. و "سیلوی" به "دکس" خیانت می‌کند.
پانزدهم ژوئیه ۲۰۰۲ "دکس" از "سیلوی" جدا می‌شود و افسردگی میگیرد.
پانزدهم ژوئیه ۲۰۰۳ "دکس" برای دیدن "اما" به پاریس می‌رود. و با او و دوست پسرش روبرو می‌شود و اما بخاطر علاقه اش به دکستر با دوست پسرش کات میکند.
پانزدهم ژوئیه ۲۰۰۴ "دکس" با "اما" ازدواج می‌کند. و تصمیم به بچه دار شدن میگیرد.
پانزدهم ژوئیه ۲۰۰۵ "اما" نمی‌تواند بچه دار شود و غمگین و عصبانی می‌شود
پانزدهم ژوئیه ۲۰۰۶ "اما" هنگام برگشتن از استخر و رفتن پیش "دکس" با کامیون تصادف می‌کند و می‌میرد. و "دکس" افسردگی حاد می‌گیرد.
پانزدهم ژوئیه ۲۰۰۷ "دکس" از افسردگی سر گردان است و هر لحظه نابود شدن خود را میبیند
پانزدهم ژوئیه ۲۰۰۸ هیچ اتفاقی نمی‌افتد ولی دکستر هنوز هم عزادار و غمگین میماند
پانزدهم ژوئیه ۲۰۰۹ "دکس" در کافی شاپ خود "ایان" را می‌بیند. که ازدواج کرده و خانواده دار شده‌است و ایان به او می‌گوید تمام مدت اما عاشق او بوده.
پانزدهم ژوئیه ۲۰۱۱ "دکس" با دخترش به جایی می‌رود که شانزدهم ژوئیه ۱۹۸۹ با "اما" رفته بود و به خاطره اش با اما فکر میکند...